# Route 97C (Colombie-Britannique)
La Route 97C est une route ouest / est reliant les Basses-terres continentales et la Vallée de l'Okanagan au sud de Kelowna. Elle rencontre la route Coquihalla à Merritt. Les segments autoroutiers et sous forme de voie rapide de la route sont connus comme le Okanagan Connector ou le Coquihalla Connector.

## Description du tracé
La route 97C débute près de Peachland à un échangeur avec la route 97. Le segment de la route à l'est de Merritt est une autoroute comptant entre quatre et six voies. Le segment autoroutier de la route compte quelques sorties sur la distance de 82 km (51 mi) entre Peachland et Aspen Grove, où elle rejoint la route 5A. À partir de cette intersection, la route est une voie rapide de quatre voies sur 24 km (15 mi), en multiplex avec la route 5A, jusqu'à Meritt, où la route 5A continue vers le nord-est et où débute la route 8.
Les routes 97C et 8 forment un multiplex en empruntant Nicola Avenue dans la ville de Merritt jusqu'à Lower Nicola, où la route 97C bifurque vers le nord. Elle parcourt 42 km (26 mi) jusqu'à Logan Lake, puis, 57 km (35 mi) vers le nord-ouest jusqu'à Ashcroft. La route 97C parcourt alors 6 km (3,7 mi) vers l'ouest jusqu'à ce qu'elle rencontre la route 1 pour former un multiplex avec celle-ci jusqu'à Cache Creek, 5 km (3,1 mi) au nord.

## Intersections majeures
Intersections d'est en ouest
| District régional                                               | Ville        | km                             | Destinations                                                 | Notes |
| --------------------------------------------------------------- | ------------ | ------------------------------ | ------------------------------------------------------------ | --- |
| Central Okanagan                                                | Peachland    | 0,00                           | BC-97 – Vernon, Kelowna, Penticton, Osoyoos                  | Échangeur                                                                                                |
| Central Okanagan                                                |              | 6,14                           | Trepanier Road                                               | Échangeur; sortie direction ouest, entrée direction est                                                  |
| Central Okanagan                                                | 22,68        | Brenda Mine Road               | Échangeur                                                    | |
| Limite Central Okanagan– Thompson-Nicola                        |              | 33,02                          | Pennask Summit – 1 728 m (5 669 pi)                          | Pennask Summit – 1 728 m (5 669 pi)                                                                      |
| Thompson-Nicola                                                 |              | 42,92                          | Sunset Main Road                                             | Échangeur                                                                                                |
| Okanagan-Similkameen                                            |              | 54,76                          | Elkhart Road                                                 | Échangeur                                                                                                |
| Thompson-Nicola                                                 |              | 67,40                          | Loon Lake Road                                               | Échangeur                                                                                                |
| Thompson-Nicola                                                 | 82,33        | Fin de la section autoroutière | Fin de la section autoroutière                               | |
| Thompson-Nicola                                                 | 82,33        | BC-5A sud – Princeton          | Terminus est du multiplex avec la BC-5A                      | |
| Thompson-Nicola                                                 | Merritt      | 105,87                         | BC-5 (Coquihalla Highway) / BC-8 ouest – Kamloops, Vancouver | Terminus ouest du multiplex avec la BC-5A; terminus est du multiplex avec la BC-8; sortie 286 de la BC-5 |
| Thompson-Nicola                                                 | Merritt      | 110,02                         | Vers BC-5A nord / Voght Street                               | |
| Thompson-Nicola                                                 | Lower Nicola | 114,88                         | BC-8 ouest (Nicola Highway) – Spences Bridge                 | Terminus ouest du multiplex avec la BC-8                                                                 |
| Thompson-Nicola                                                 | Logan Lake   | 156,88                         | BC-97D est – Logan Lake, Kamloops                            | |
| Thompson-Nicola                                                 | Ashcroft     | 214,14                         | Pont Ashcroft au-dessus de la rivière Thompson               | Pont Ashcroft au-dessus de la rivière Thompson                                                           |
| Thompson-Nicola                                                 |              | 220,30                         | BC-1 ouest – Hope, Vancouver                                 | Terminus sud du multiplex avec la BC-1                                                                   |
| Thompson-Nicola                                                 | Cache Creek  | 224,48                         | BC-1 est / BC-97 sud – Kamloops                              | Terminus nord du multiplex avec la BC-1                                                                  |
| Thompson-Nicola                                                 | Cache Creek  | 224,48                         | BC-97 nord (Cariboo Highway) – Lillooet, Prince George       | La BC-97D nord devient la BC-97 nord                                                                     |
| - Terminus de multiplex - Accès incomplet - Transition de route |              |                                |                                                              | |